# Лопушня (Ивано-Франковская область)

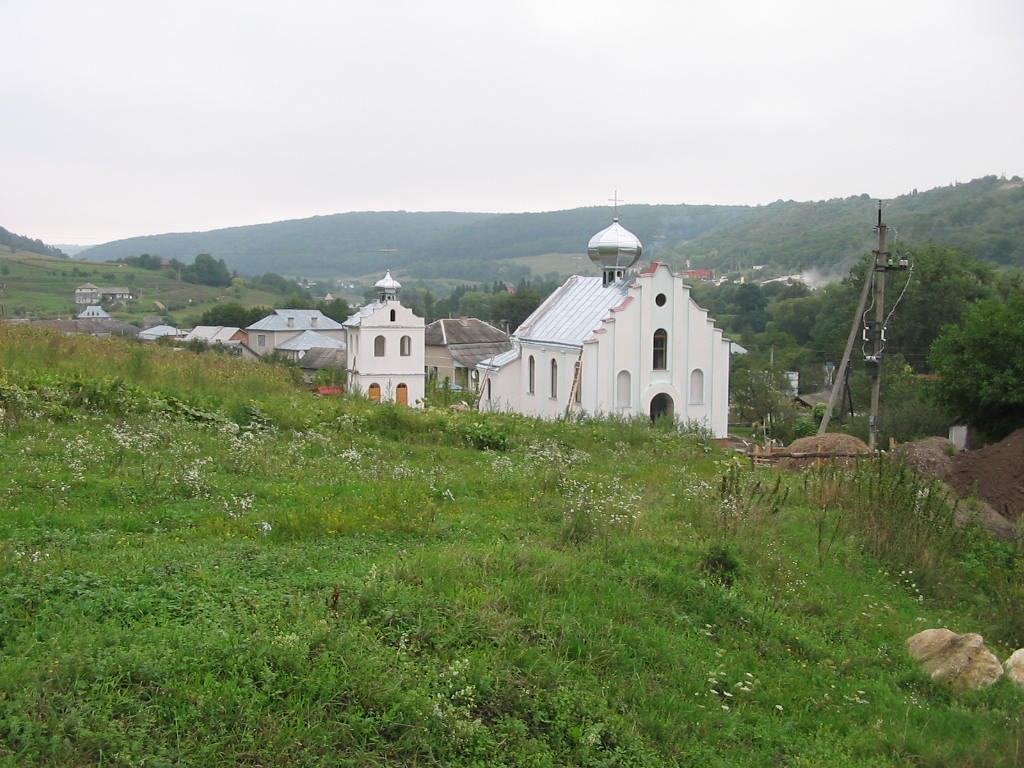
Церковь в селе

Лопушня (укр. Лопушня) — село в Рогатинской городской общине Ивано-Франковского района Ивано-Франковской области Украины. Расположено на реке Нараевке.
Население по переписи 2001 года составляло 282 человека. Занимает площадь 2,239 км². Почтовый индекс — 77044. Телефонный код — 03435.

## Интересные факты
В 1850 году из реки Липица у села Лопушня была выловлена каменная скульптура славянского языческого четырехликого бога Святовита (I тысячелетие н. э.). Очевидно, его, как и Збручского Святовита и киевского Перуна, сбросили в реку в период распространения на Руси христианства. В XIX веке верхняя часть, имевшая голову с четырьмя лицами, была разбита вандалами-христианами и переделана в крест. Впервые Святовит из Лопушни был сфотографирован украинским исследователем В. Щербаковским лишь в 1910 году.